# 팝 아이돌
팝 아이돌(Pop Idol)은 영국 ITV에서 방송된 음악 오디션 프로그램이다. 리얼리티 프로그램의 일종으로, 이 방송 형식을 바탕으로 아이돌 시리즈가 세계 각지에서 형식 방송되고있다.